# Estación de La Coruña-San Diego
La Coruña–San Diego (en gallego y según Adif: A Coruña-San Diego) es una estación de ferrocarril situada en la ciudad española de La Coruña y dedicada principalmente al tráfico de mercancías, dando servicio al puerto. Sus principales actividades son la exportación de maderas, hierro, cinc, carbón y contenedores procedentes del puerto. La ciudad cuenta con otra estación, La Coruña-San Cristóbal, dedicada al tráfico de pasajeros.

## Historia
La estación entró en servicio en 1967 para dar servicio al importante tráfico de mercancías que había en el puerto de La Coruña. Las obras corrieron a cargo de la Red Nacional de los Ferrocarriles Españoles (RENFE), que además construyó dos pequeños ramales para enlazar las instalaciones de La Coruña-San Diego con la línea Palencia-La Coruña. En enero de 2005, con la división de RENFE en Renfe Operadora y Adif, las instalaciones pasaron a depender de esta última. En 2014 fue suprimida la línea regular de contenedores y el Plan General de Ordenación Municipal (PGOM) prevé la desafectación de estos terrenos para el tráfico ferroviario una vez entre en servicio una nueva terminal que se construirá en el Puerto Exterior.